# Олександрія-Рівненська
Олександрі́я-Рі́вненська — пасажирська зупинна залізнична платформа Рівненської дирекції Львівської залізниці.
Розташована в селах Олександрія та Свяття Рівненського району Рівненської області на лінії Рівне — Сарни між станціями Любомирськ (5 км) та Решуцьк (5 км).
Станом на вересень 2017 р. на платформі зупиняються приміські поїзди.